# Río Uva (Río Bojayá)
Der Río Uva, alternativer Name: Río Urá, ist ein etwa 56 km langer linker Nebenfluss des Río Bojayá im Departamento del Chocó im Nordwesten Kolumbiens. 

## Flusslauf
Der Río Uva entspringt im Hinterland der kolumbianischen Pazifikküste auf einer Höhe von etwa 400 m. Das Quellgebiet befindet sich 6 km von der Pazifikküste entfernt. Der Río Uva durchquert das Gemeindegebiet der Municipio Bojayá. Anfangs fließt er 34 km in ostsüdöstlicher Richtung. Er nimmt dabei die Flüsse Río Olo, Río Diuaró und Río Hostia von rechts auf. Anschließend wendet er sich nach Osten und mündet schließlich auf einer Höhe von etwa 90 m in den in Richtung Nordnordost fließenden 
Río Bojayá, ein linker Nebenfluss des Río Atrato.

## Einzugsgebiet
Der Río Uva entwässert ein Areal von etwa 410 km². Dieses erstreckt sich über ein tropisches Regenwaldgebiet in der biogeographischen Region Chocó. Das abgelegene Gebiet wird vom indigenen Volk der Emberá bewohnt.